# Бочкауцы
Бочкауцы, Бочкэуць (рум. Bocicăuți) — село в Бричанском районе Молдавии. Наряду с селом Балкауцы входит в состав коммуны Балкауцы.

## География
Село расположено на высоте 227 метров над уровнем моря.

## Население
По данным переписи населения 2004 года, в селе Бочкэуць проживает 38 человек (16 мужчин, 22 женщины).
Этнический состав села:
| Национальность | Число жителей | Процентный состав |
| -------------- | ------------- | ----------------- |
| украинцы       | 34            | 89,47             |
| молдаване      | 4             | 10,53             |
| Всего          | 38            | 100 %             |